# Stefan Sendecki
Stefan Sendecki – polski pianista, klawiszowiec, kompozytor, aranżer i muzyk sesyjny. Członek zespołów Grupa ABC, Dżamble i Wolna Grupa Bukowina. Brat Władysława.

## Kariera zawodowa i dorobek muzyczny
Wychował się w Gorlicach. Pochodzi z muzycznej rodziny, jednakże jej członkowie zajmowali się muzykowaniem jedynie amatorsko. Uczył się w Liceum Plastycznym w Krakowie, gdzie po raz pierwszy zainteresował się jazzem i zetknął z tamtejszą awangardą artystyczną, którą był zafascynowany. Po zakończeniu nauki w szkole średniej postanowił zostać zawodowym muzykiem.

Zazwyczaj pozostaje na drugim planie, skupiony nad fortepianem bądź syntezatorami. Nadaje jednak odpowiedni ton projektowi, niczym malarz... Malarz to określenie ze wszech miar adekwatne, bowiem każda sesja z Sendeckim w składzie nabierała innych, ciekawszych kolorów.

Wszechstronny pianista, muzyk i kompozytor, mający za sobą udział w wielu różnorodnych projektach muzycznych. Ma szerokie zainteresowania artystyczne i posiada również talent plastyczny oraz literacki. Był członkiem m.in. Grupy ABC (1972-1973), Dżambli (1978-1981) i Wolnej Grupy Bukowiny (równolegle z działalnością Dżambli, czyli na przełomie lat 70. i 80. XX w.). Jako pianista Dżambli nagrywał wraz z krakowskim zespołem również piosenki Maanamu (w 1979). Ponadto brał udział w pracy nad debiutanckim longplayem Jolanty Arnal, był także współtwórcą płyt Iwony Niedzielskiej, Gaygi, Kalibra 44 (debiutancki album pt. Księga Tajemnicza. Prolog), 3xKlanu (jedyny album Dom pełen drzwi), czy Kwartetu Śląskiego (album Republique). Przez większą część lat 80. współpracował z Orkiestrą Rozrywkową PRiTV pod batutą Jerzego Miliana w studiu nagraniowym Polskiego Radia Katowice, gdzie nagrywał muzykę filmową (zdarzało mu się również sporadycznie dyrygować orkiestrą – m.in. podczas nagrywania piosenki Waweli pt. Miłosny zawrót głowy) oraz własne kompozycje z kierowanymi przez siebie zespołami instrumentalnymi (wśród współpracowników znalazł się m.in. Andrzej Zaucha).
W październiku 2017 roku, nakładem GAD Records ukazał się materiał nagrany z Dżamblami, czyli album Każdy marzy, każdy śni, zbierający nagrania radiowe grupy z 1979 roku – w tym utwory z wydanych wówczas singli. Z końcem kwietnia 2021 roku swoją premierę miała solowa płyta Stefana Sendeckiego pt. Paranoja (wyd. GAD Records), zawierająca jego kompozycje zarejestrowane w PR Katowice w latach 1980-1981 (1980: Pierwszy zestaw, For My Lady, Tresowany szczur – wyk. Dżamble; 1981: Camel-Leon, Przyszłaś w samą porę, Paranoja, Powrót do Tijuany – wyk. Zespół Instrumentalny pod kier. S. Sendeckiego). Pod koniec maja 2021 r. ukazała się dwupłytowa kompilacja winylowa zatytułowana Echo Wielkiej Płyty (Rare, Unreleased & Forgotten Electronic Music From Poland 1982-1987) (wyd. The Very Polish Cut-Outs) i podsumowująca dokonania polskich twórców muzyki elektronicznej z lat 80. XX w.. Na krążku znalazły się trzy instrumentalne kompozycje pianisty (Take Off, Tape Hunters, Astrożaglowiec).